# Valeronitril
Valeronitril ist eine chemische Verbindung aus der Gruppe der Nitrile.

## Gewinnung und Darstellung
Valeronitril 2 kann durch Erwärmen von 1-Chlorbutan 1 mit Natriumcyanid in Dimethylsulfoxid gewonnen werden.

## Eigenschaften
Valeronitril ist eine farblose Flüssigkeit, die wenig löslich in Wasser ist.

## Verwendung
Valeronitril kann zur Herstellung von Valeriansäure verwendet. Es kann auch verwendet werden, um die Nitrilase-Aktivität in vielen Stämmen von Pilzen zu erhöhen.

## Sicherheitshinweise
Die Dämpfe von Valeronitril können mit Luft ein explosionsfähiges Gemisch (Flammpunkt 34 °C, Zündtemperatur 520 °C) bilden.